# لاري برات
لاري برات (بالإنجليزية: Larry Pratt)‏ هو سياسي أمريكي، ولد في 13 نوفمبر 1942 بكامدن في الولايات المتحدة. حزبياً، نشط في الحزب الجمهوري والحزب الدستوري (الولايات المتحدة).